# Pekka Haavisto
Pekka Olavi Haavisto (Helsinki, 23 marzo 1958) è un politico finlandese appartenente al partito Lega Verde e Ministro degli affari esteri della Finlandia dal 2019 al 2023.
È ritornato in parlamento con le elezioni del 2007 dopo un'assenza di 12 anni ed è stato poi rieletto nel 2011.

## Carriera politica

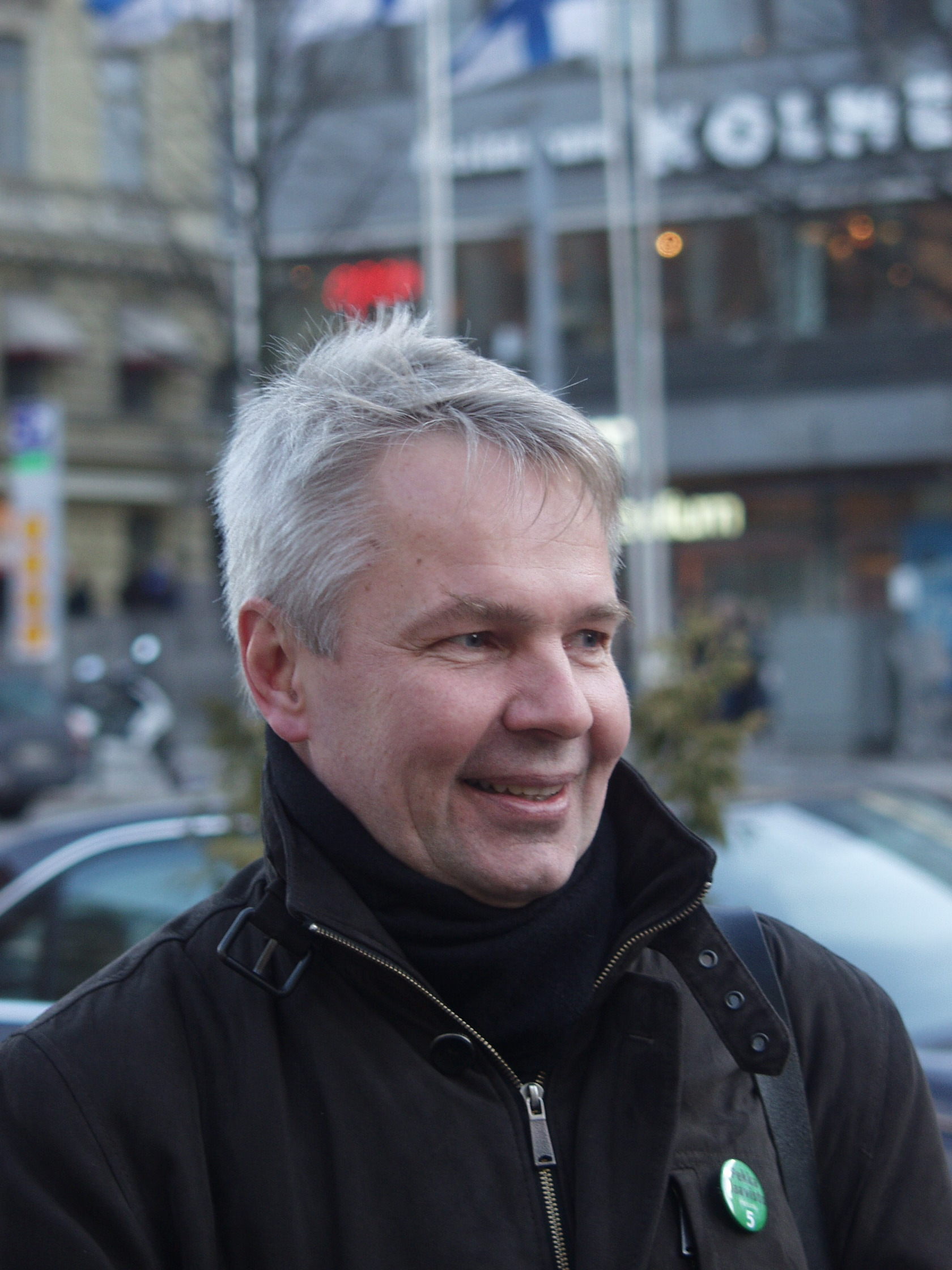
Haavisto durante la sua campagna presidenziale nel 2012

Haavisto è stato un membro del parlamento dal 1987 fino al 1995. È stato inoltre segretario della Lega Verde dal 1993 al 1995. È stato ministro dell'ambiente durante il Governo Lipponen I tra il 1995 e il 1999. È stato il primo ministro europeo a rappresentare un partito verde.
Tra il 1999 e il 2005, Haavisto lavorò per le Nazioni Unite in vari compiti. Ha condotto il gruppo di ricerca per il programma delle Nazioni Unite per l'Ambiente (UNEP) in Kosovo, Afghanistan, Iraq, Liberia, Palestina e Sudan. Ha inoltre coordinato le investigazioni dell'ONU circa gli effetti dell'uranio impoverito in Kosovo, Montenegro, Serbia e Bosnia ed Erzegovina e ha confermato al Parlamento italiano che una quantità ancor maggiore di uranio impoverito fu usata in Iraq. Haavisto ha anche rappresentato la UNEP le investigazioni sulle mine di Baia Mare in Romania.
Nel 2005 è stato nominato rappresentante speciale dell'unione Europea in Sudan dove partecipò alle trattative di pace nel Darfur. Nel 2007 e nel 2011 Haavisto è stato rieletto nel parlamento dal distretto elettorale di Helsinki.
Nel 2011, Haavisto è stato nominato come candidato della Lega Verde alle elezioni presidenziali del 2012. Al primo turno avvenuto il 22 gennaio 2012, si è posizionato al secondo posto con il 18,8% dei voti, che gli ha permesso di sfidare il candidato del Partito di Coalizione Nazionale, Sauli Niinistö, il 5 febbraio 2012 ed ottenere il 37,4% dei consensi al ballottaggio.

## Vita personale
Haavisto vive in unione civile con Antonio Flores.